# Каракудуцький сільський округ (Бурлінський район)
Каракуду́цький сільський округ (каз. Қаракұдық ауылдық округі, рос. Каракудукский сельский округ) — адміністративна одиниця у складі Бурлінського району Західноказахстанської області Казахстану. Адміністративний центр та єдиний населений пункт — село Каракудик.
Населення — 317 осіб (2021; 356 у 2009, 679 у 1999, 833 у 1989).
Станом на 1989 рік існувала Тихоновська сільська рада (село Тихоновка), з 1993 року — Тихоновський сільський округ, з 2007 року — сучасна назва.